# Rectoria de Vilobí d'Onyar
La Rectoria de Vilobí d'Onyar és un edifici del municipi de Vilobí d'Onyar (Selva). És un edifici de planta rectangular, dos pisos i coberta de dues vessants amb caiguda a la façana. Al costat esquerre hi ha el jardí tancat amb un mur alt de pedra. Està situada a la plaça Vella que es va ampliar, en la forma actual, l'any 1937, amb el jardí de la rectoria i l'enderroc de la primera casa del carrer de l'església, la casa del Teixidor. Forma part de l'Inventari del Patrimoni Arquitectònic de Catalunya.

## Descripció
La façana de la plaça Vella presenta un portal central rectangular precedit de quatre esglaons i una finestra per banda, a la planta baixa, i tres obertures, dues amb balcó de barana de ferro senzilla, al pis superior. Hi ha dues llindes amb inscripcions, la de la finestra de la planta baixa: Dr PARRINET 1639 i, la de l'obertura del pis superior: REEDIFICADA SCR?S 1860.
L'altra façana que dona a la plaça de l'església, té una porta d'accés, una finestra petita i una de més gran. Hi ha un portal de garatge amb porta metàl·lica, a la planta baixa, i dues finestres rectangulars al pis superior. Totes les obertures són emmarcades amb pedra. Cal destacar també la fornícula amb imatge de sant amb nen al costat esquerre del mur instal·lada en els últims anys, amb posterioritat a l'any 1987. La façana lateral que dona al pati mostra una finestra amb un escut força malmès a la llinda.